# Orfeusz (keresztnév)
Az Orfeusz görög eredetű férfinév, jelentése bizonytalan, esetleg árva, magányos vagy nélkülöző vagy rejtélyes.

## Gyakorisága
Az 1990-es években szórványos név, a 2000-es években nem szerepel a 100 leggyakoribb férfinév között.

## Névnapok
- február 27.,[1]  szökőévben február 28.
- június 12.

## Híres Orfeuszok
- Orpheusz, a görög mitológia legendás dalnoka.